# Кръстан Поптодоров
Кръстан Поптодоров Кръстанов или Тодоров (изписване до 1945 година: Кръстанъ попъ Тодоровъ) с псевдоними Деян, Миров, Камен, Салибутка,, Потайников, Сульо е български революционер, деец на Вътрешната македоно-одринска революционна организация и Вътрешната македонска революционна организация.

## Биография
Кръстан Поптодоров е роден на 24 април 1894 година в софийското село Кремиковци, Княжество България. Родителите му са преселници от южномакедонското село Скрижево. Баща му е свещеник в Подуяне и Кремиковци. Кръстан Поптодоров завършва прогимназия и гимназия в София.
Присъединява се към ВМОРО в младежките си години и действа като четник още преди Балканската война. През Междусъюзническата война в 1913 година е четник в Костурската съединена чета на Македоно-одринското опълчение.
След войните за национално обединение отваря казино в София, като подпомага финансово македонското освободително движение. След това активно се включва в дейността на ВМРО и действа като нелегален в Западна Македония. През 1924 година е арестуван в Италия за притежание на огнестрелно оръжие, но скоро след това е освободен.
След убийството на генерал Александър Протогеров през 1928 година застава на страната на неговите привърженици, протогеровистите, срещу крилото на Иван Михайлов. На извънредния протогеровистки конгрес Кръстан Поптодоров, Перо Шанданов, Пецо Трайков и Христо Марков са избрани за членове на ЦК на ВМРО. Кръстан Поптодоров завежда и софийския пункт на ВМРО (протогеровисти). На 12 октомври 1928 (или 1929) година срещу Кръстан Поптодоров и Пецо Трайков е извършен атентат на бул. „Дондуков“, но в последвалата престрелка са убити изпратените от Иван Михайлов терористи, Асен Спасов и Киро Гърчето, както и няколко случайни минувачи. По-късно Кръстан Поптодоров, Пецо Трайков, Спас Таушанов и Михаил Гърчев са освободени от ареста. Кръстан Поптодоров оцелява и след два нови атентати срещу него на 5 януари 1931 и на 15 август 1932 година, но остава едноок. През 30-те години на XX век Кръстан Поптодоров получава ежемесечно финансова издръжка от Югославското консулство в София чрез Геме Димитров, за да продължават междуособиците във ВМРО.
След Деветнадесетомайския преврат, на 26 януари 1935 година с писмо подписано от началника на политическата полиция Аспарух Луков и началника на отделение „А“ в отдела Стоил Драганов до началника на гарнизона в Разград, Кръстан Поптодоров и други протогеровисти от София са изпратени с молба да ги настанят в полицейския изолационен пункт в града. 
Умира на 24 март 1943 година в София.
На 12 април 1943 година тригодишният му сину Сава Поптодоров, като жител на София и под опеката на брата на Кръстан Константин Поптодоров Кръстанов, подава молба за българска народна пенсия, която е одобрена и пенсията е отпусната от Министерския съвет на Царство България.